# Hamada
Hamada (japanisch 浜田市, -shi) ist eine japanische Stadt mit Hafen am Japanischen Meer in der Präfektur Shimane auf Honshū.
Durch die Eingemeindung von drei Gemeinden und einem Dorf im Oktober 2005 wuchs die Einwohnerzahl Hamadas um etwa ein Viertel, die Fläche um gut das Vierfache.
Schon in geschichtlicher Zeit war Hamada eine wichtige Hafenstadt Westjapans und florierte während der letzten 250 Jahre der Edo-Zeit (1601–1868). Mit dem Ende der Edozeit wurde auch das Schloss zerstört und Hamada verlor graduell an Bedeutung. Erst mit dem beginnenden Aus- und Umbau der Hafenanlagen nach Ende des Zweiten Weltkrieges erfuhr die Stadt wieder einen Aufschwung. Vor allem zu erwähnen sind dabei das wieder erhöhte Handelsaufkommen so wie der stark forcierte kommerzielle Fischfang.
Heute besitzt Hamada den einzigen Tiefseehafen der Westküste Chūgokus. Reger Handelsverkehr findet dabei hauptsächlich mit dem nahen Südkorea, China und vor allem Russland (Wladiwostok) statt. Internationaler Personenverkehr findet jedoch von Hamada aus nicht statt. 
Die nächstgelegene Personenfährverbindung mit dem asiatischen Festland verkehrt vom rund 200 Kilometer südlich gelegenen Shimonoseki in der Präfektur Yamaguchi.
Hamada liegt auf der wirtschaftlichen Schattenseite der japanischen Hauptinsel Honshu, ist jedoch also einzige größere Stadt der Präfektur Shimane an das gebührenpflichtige Autobahnnetz der Insel angeschlossen. Die Fahrzeit nach Hiroshima – und damit an die wirtschaftlich bedeutende Ostküste der Insel – verringert sich dadurch von zweieinhalb auf gut eine Stunde.

## Sehenswertes

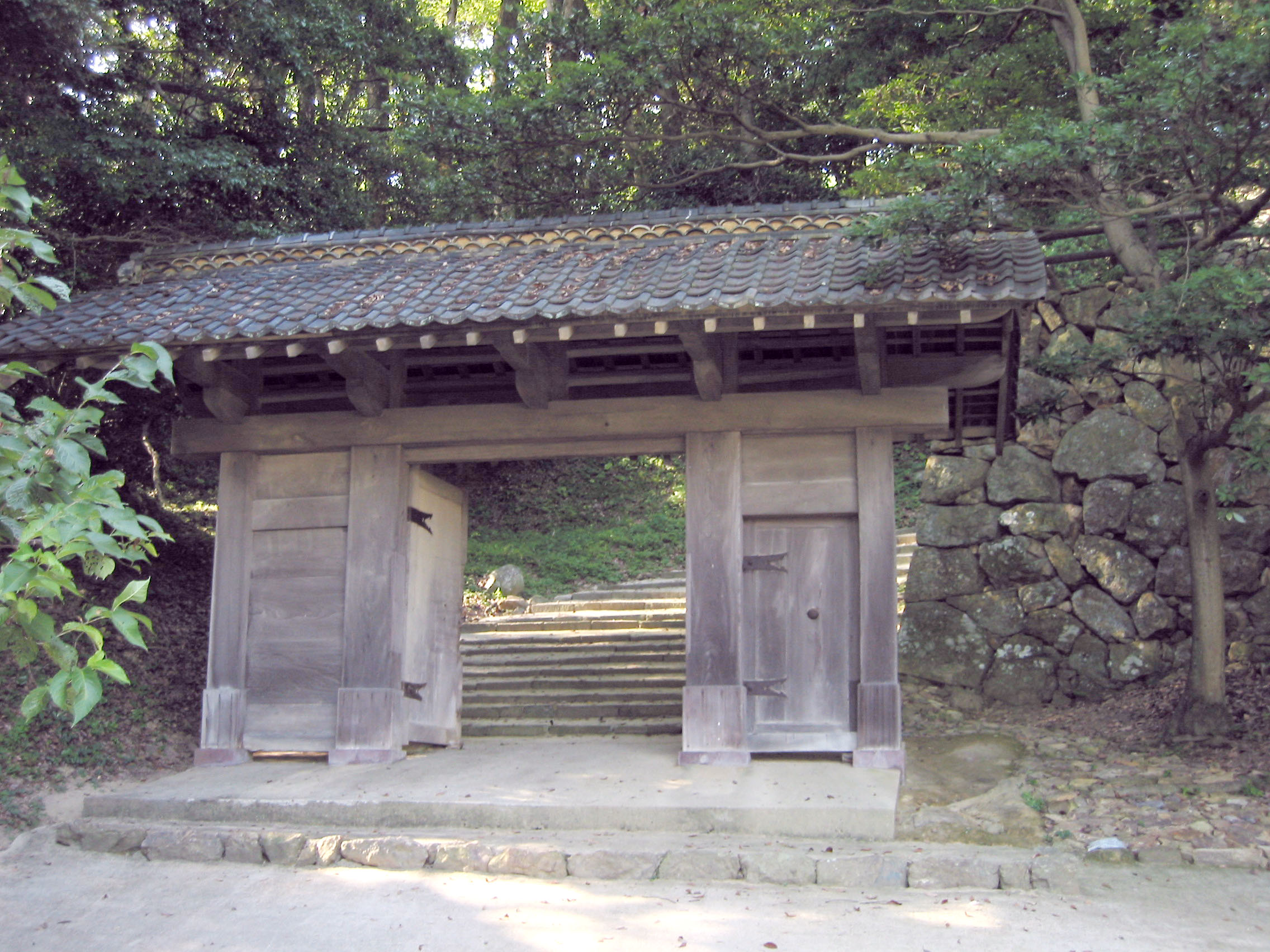
Burgtor der Burg Hamada

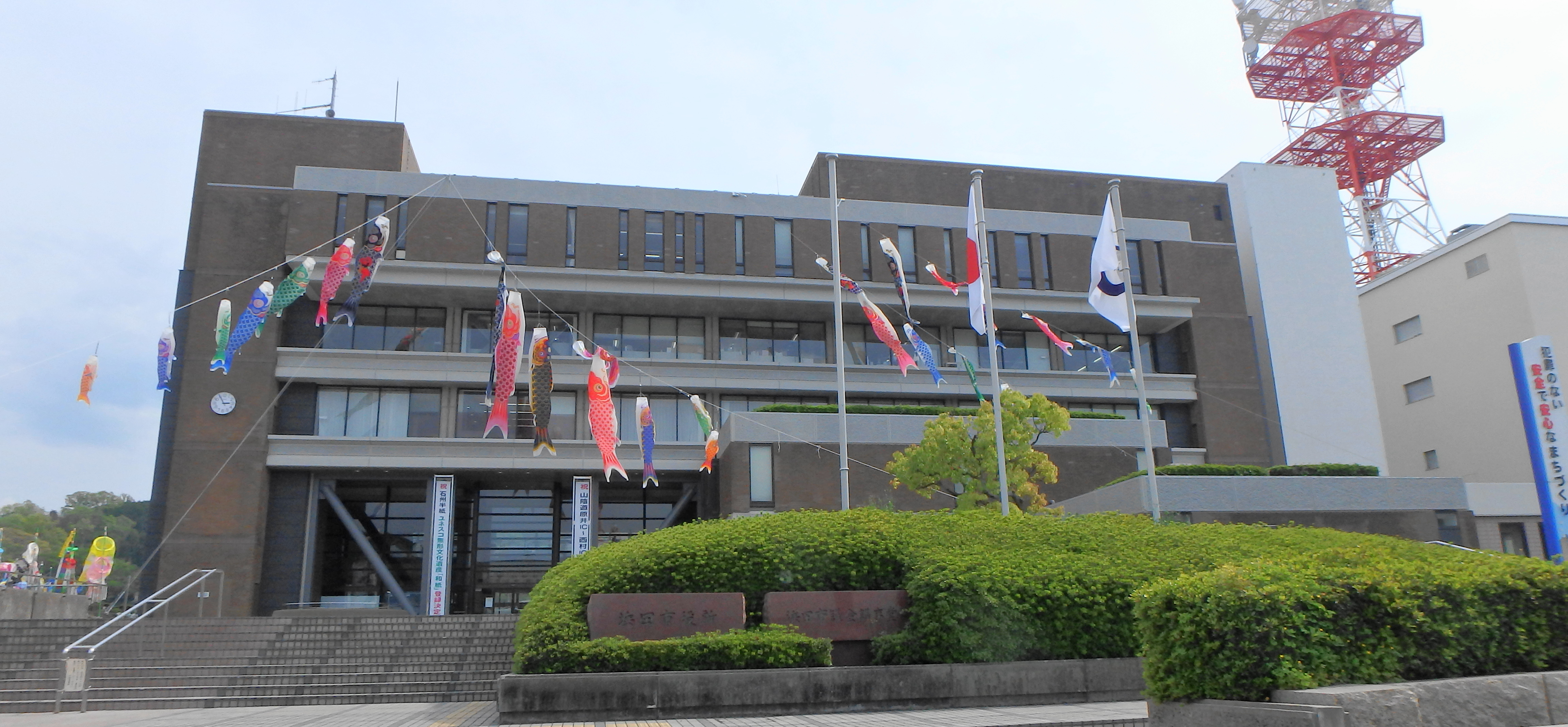
Rathaus von Hamada, Präfektur Shimane, Japan

Besonders während der Kirschblütenzeit sehenswert sind die Ruinen der Burg Hamada. Die Burg wurde im Jahr 1620 fertiggestellt und während des gewalttätigen Endes des Tokugawa-Shogunates im Jahr 1868 zerstört.
Ebenfalls zur Kirschblütenzeit sehr beeindruckend präsentiert sich der Nagahama-Schrein.
In der näheren Umgebung von Hamada befinden sich einige Onsen, z. B. Asahi-Onsen, Mimata-Onsen oder Yunotsu-Onsen. Wobei letzteres aufgrund der hohen Temperatur des Thermalwassers (Yunotsu bedeutet übersetzt „heißes, heißes Wasser“) und der ihm zugesprochenen heilsamen Wirkung bekannt ist. Das Wasser des Mimata-Onsen wiederum soll einen besonders Effekt auf die Haut haben.
4 Kilometer nördlich von Hamada befindet sich auch der Strand von Kokufu mit seinem, in Chūgoku bekannten, weißen Sand. Im Sommer ist er Anziehungspunkt für Badende, im Winter tummeln sich dort die Surfer. 
Ganz in der Nähe des Strandes befindet sich Iwami Tatami-ga-ura, eine Gesteinsformation, die durch ein Erdbeben im Jahr 1837 und die der daraus resultierenden geologischen Verwerfung aus dem Meer gehoben wurde. Die so gehobenen Felsen werden von einem Tunnelsystem durchzogen, das touristisch erschlossen ist. Gesehen werden können eine Vielzahl von Fossilien und sogar in Sediment eingeschlossene Walknochen.
15 Kilometer nördlich von Hamada befindet sich das Aquas, das größte Salzwasseraquarium Westjapans. Seine Attraktion sind die dort gehaltenen Belugawale.

## Verkehr
- Zug:
  - JR Sanin-Hauptlinie
- Straße:
  - Sanin-Autobahn
  - Hamada-Autobahn
  - Nationalstraße 9
  - Nationalstraße 186

## Städtepartnerschaften
- Shizuishan, seit 1994

## Söhne und Töchter der Stadt
- Shimamura Hōgetsu (1871–1918), Schriftsteller, Literaturkritiker und -wissenschaftler
- Tawara Kuniichi (1872–1958), Metallurg
- Daiju Sasaki (* 1999), Fußballspieler
- Masao Takemoto (1919–2007), Kunstturner

## Angrenzende Städte und Gemeinden
- Masuda
- Gōtsu